# Trakce (medicína)
Trakce je druh vertebroterapie, spočívající v natahování v ose kloubu. Touto metodou lze příznivě ovlivnit porušenou funkci nebo anatomickou změnu postižené oblasti pohybového aparátu. Je efektivní u kořenových syndromů a u diskopatií v oblasti bederní páteře. Osvědčenější je trakce manuální než ta přístrojová. Některým nemocným trakce nesvědčí, pak se nesmí aplikovat.